# Карнивал Роу
«Ка́рнавал Роу» (англ. Carnival Row) — американский фэнтезийный телесериал, создателями которого выступают Рене Эчеваррия и Трэвис Бичем. Главные роли исполняют Орландо Блум и Кара Делевинь. Премьера первого сезона состоялась на Amazon Video 30 августа 2019 года.
27 июля 2019 года стало известно, что Amazon продлил телесериал на второй сезон. Премьера второго и финального сезона состоялась 17 февраля 2023 года.

## Сюжет
«Карнавал Роу» рассказывает о мифических существах, покинувших раздираемую войной родину и осевших в городе, где люди не особо рады иммигрантам. В центре сюжета — расследование серии таинственных убийств, которые могут пошатнуть и без того хрупкое перемирие.

## В ролях

### Основной состав
- Орландо Блум — Райкрофт Филострат (Фило), инспектор полиции Бурге. Ветеран войны. К недовольству многих своих коллег симпатизирует нелюдям.
- Кара Делевинь — Виньет Стоунмосс, фея и возлюбленная Фило, которого долгое время считала погибшим.
- Саймон Макберни — Раньон Миллуорти, уличный артист и руководитель труппы кобольдов.
- Та́мзин Мёрчант — Имоджен Спёрнроуз, сестра Эзры, привыкшая к роскошному образу жизни.
- Дэвид Гяси — Агреус Астрайон, богатый фавн, которого игнорирует высшее общество Бурге за его внешность и происхождение.
- Эндрю Гауэр[англ.] — Эзра Спернроуз, брат Имоджен, которого она винит в растрате наследства, оставленного их отцом.
- Карла Кром — Турмалин Лару, фея, лучшая подруга Виньет, работающая проституткой.
- Арти Фрушан — Иона Брейкспир, сын Абсалома и Пайэти.
- Индира Варма — Пайэти Брейкспир (сезон 1), жена Абсалома.
- Джаред Харрис — Абсалом Брейкспир(сезон 1), канцлер Республики Бурге.
- Кэролайн Форд[англ.] — Софи Лонгербейн, дочь Риттера Лонгербейна, политического соперника Абсалома.
- Джей Али — Кейн (сезон 2), фея из «Чёрного ворона».
- Джоанн Уолли — Ленора (сезон 2), фавн, лидер революционного движения «Новая заря», старая знакомая Агреуса.
- Джейми Харрис — сержант Домби (сезон 2; периодически сезоны 1—2), констебль, испытывающий расистские предубеждения по отношению к феям и презирающий Фило за сочувствие нелюдям.
- Эрион Бакаре — Дариус Сайкс (сезон 2; периодически сезоны 1—2), старый армейский друг Фило и бывший солдат армии Бурге. Содержится в тюрьме. Во время войны был укушен волком-оборотнем и стал одним из них.

### Второстепенный состав
- Элис Криге — Ифа Цигани, гаруспика, владелица магической лавки, служит Пайэти Брейкспир.
- Мейв Дермоди — Порша Файф (сезон 1), квартирная хозяйка Фило, романтические посягательства которой он регулярно отвергает.
- Вадж Али — констебль Бервик, напарник Фило.
- Джеймс Бомонт — констебль Каппинз, коллега Фило.
- Трейси Уилкинсон[англ.] — Афисса, фавн, горничная и кухарка Спернроузов.
- Лиэнн Бест[англ.] — мадам Мойра (сезон 1), хозяйка борделя на Карнивал Роу.
- Анна Раст[англ.] — Флери (сезон 1), проститутка в борделе Мойры.
- Марк Льюис Джонс — магистрат Флют (сезон 1), главный констебль Бурге, который регулярно ссорится с Фило из-за его заботы о благополучии фей.
- Тео Барклем-Биггс — Кабал (сезон 1), лидер тайного общества фавнов.
- Ронан Вайберт — Риттер Лонгербейн (сезон 1), лидер оппозиции, главный политический противник Абсалома Брейкспира, сторонник ограничения прав нелюдей.
- Хлоя Пирри — Далия, безжалостная лидер группировки «Чёрный ворон».
- Скотт Рид — Куильям «Куил» (сезон 1; гость сезон 2), фавн, лакей Ионы, который после несправедливого увольнения канцлером знакомится с Кабалом и обращается к радикализму.
- Шинид Фелпс — Дженила, фавн, горничная Софи Лонгербейн.
- Джим Хай — Фергюс, слуга в доме мистера Агреуса.
- Эрика Старкова — Эшлинг Керель (сезон 1), фея, мать Фило и некогда знаменитая певица.

## Список серий

### Сезон 1 (2019)
| № общий | № в сезоне | Название                                                    | Режиссёр                     | Автор сценария                                                      | Дата премьеры   |
| --- | ---------- | ----------------------------------------------------------- | ---------------------------- | ------------------------------------------------------------------- | --------------- |
| 1 | 1          | «Бог тьмы пробуждается» «Some Dark God Wakes»               | Тор Фройденталь              | Сюжет : Рене Эччевария и Трэвис Бичем Телесценарий : Рене Эччевария | 30 августа 2019 |
| Фея Виньет Стоунмосс покидает Тир на Ног, оккупированный солдатами Пакта, и вместе с другими беженцами направляется в Бурге, столицу одноимённой республики. Во время шторма корабль разбивается о скалы, и Виньет оказывается единственной выжившей. Выясняется, что утонувший корабль принадлежал Эзре Спернрозу, который живёт в одном из самых богатых районов города. Для отработки платы за переход в Бурге Виньет становится камеристкой сестры Эзры Имоджен. Виньет отправляется в Карнивал Роу, где встречается со своей лучшей подругой Турмалин, которая работает проституткой. Виньет узнаёт, что её бывший любовник Фило, которого она считала погибшим на войне, жив. Фило служит инспектором полиции и расследует дело о нападениях на фей. Одна из жертв дает подробное описание нападавшего, и Фило выходит на подозреваемого. Во время погони преступник предупреждает его, что «бог тьмы» проснулся под городом, после чего совершает самоубийство. Виньет прилетает к Фило и сердится на него, за что он скрыл от неё правду. Имоджен и Эзра узнают, что их новый сосед — фавн по имени Агреус. В парламенте Абсалом Брейкспир, канцлер Республике Бурге, противостоит своему политическому сопернику Лонгербейну, который хочет выслать домой фей-беженцев. Иона, сын Абсалома и его жены Пайэти, посещает бордель на Карнивал Роу, откуда его похищают неизвестные. |            |                                                             |                              |                                                                     |                 |
| 2 | 2          | «Эшлинг» «Aisling»                                          | Тор Фройденталь              | Рене Эччевария                                                      | 30 августа 2019 |
| В канализационном туннеле совершено жестокое убийство феи по имени Эшлинг. В ходе расследования Фило выясняет, что в прошлом Эшлинг была знаменитой певицей, и знакомится с её другом, владельцем труппы кобольдов. В ходе вскрытия тела Эшлинг обнаруживается, что у трупа пропала печень. На прогулке Имоджен сталкивается с Агреусом и отвергает его ухаживания. Пьяный Эзра пытается изнасиловать Виньет, и она нападает на него в целях самообороны. Эзра обвиняет камеристку в краже денег и обращается в полицию. Фило подслушивает разговор и выкупает у Эзры контракт Виньет. Эзра признаётся Имоджен, что собирается взять ссуду под залог дома для покупки другого корабля. Имоджен отправляет Агреусу письмо с извинениями. Виньет решает присоединиться к «Чёрному ворону», группе фей-мятежников, и в качестве испытания ей дают задание украсть флаг из ротонды полицейского участка, с чем она успешно справляется. Фило навещает Дариуса, старого армейского друга, который содержится в тюрьме. После похищения Иона Пайэти приводит ведьму, которая приносит в жертву любимого медведя Абсалома и сообщает, что его сына похитил Лонгербейн. Однако выясняется, что похищение инсценировала сама Пайэти. |            |                                                             |                              |                                                                     |                 |
| 3 | 3          | «Королевства Луны» «Kingdoms of the Moon»                   | Анна Фёрстер                 | Трэвис Бичем                                                        | 30 августа 2019 |
| Семь лет назад Фило и Дариус в составе бургерийской армии занимают деревню фей, чтобы охранять проходящую в горах телеграфную линию. Командир поручает Фило обыскать дома и территорию. Фило попадает в библиотеку и встречает Виньет, которая служит книжным хранителем. Фея помогает бургерийцам починить участок телеграфной линии, проложенной через ущелье. На них нападают солдаты Пакта, которые превращают себя в волков-оборотней с помощью уколов. Один из волков кусает Дариуса. Увидев, как в полнолуние Дариус становится монстром, Фило обещает другу позаботиться о нём после возвращения. Турмалин и другие феи ищут убежища в деревне Виньет, поскольку на их дома напали солдаты Пакта. Турмалин разговаривает с Виньет, которая ранее была её любовницей, и спрашивает, какие у неё планы на Фило после окончания войны. Когда Виньет задаёт Фило вопрос об их будущем, он рассказывает, что является сиротой-полукровкой, у которого ещё в младенчестве отрезали крылья, чтобы он выглядел как нормальный человек. Под натиском Пакта Бурге начинает эвакуацию своих войск из Тир на Нога. Пакт нападает на деревню, и Фило просит миму Рузан соврать Виньет, что он погиб, чтобы не быть для неё обузой. В настоящем времени Виньет говорит, что никому бы не раскрыла тайну Фило, но их любви пришёл конец. |            |                                                             |                              |                                                                     |                 |
| 4 | 4          | «Соединение непохожих вещей» «The Joining of Unlike Things» | Тор Фройденталь Анна Фёрстер | Трэвис Бичем, Марк Гуггенхайм и Питер Кэмерон                       | 30 августа 2019 |
| Мальчик-сирота становится свидетелем жестокого убийства Финча, директора детского дома. Фило, обследуя место преступления, спускается в канализацию, где сталкивается с убийцей и несколько раз стреляет в него. Загадочное существо буквально растворяется в воздухе, оставив на земле печень Финча. Мима Соосан объясняет Фило, что этим чудовищем, возможно, является Черногар — голем, сделанный из частей мёртвых тел и получивший новую жизнь с помощью магии. Чтобы проверить эту теорию, Фило навещает гаруспику и просит создать для него Черногара. Под давлением Пайэти Абсалом соглашается арестовать Лонгербейна, чтобы заставить его сказать, где находится Иона. Имоджен приглашает Агреуса на чаепитие, но тот оскорблён оказанным ему приёмом. Однако узнав о том, что Спернроузы погрязли в финансовых проблемах, он соглашается поддержать Имоджен, если она поможет ему добиться признания в благородном обществе. Далия подозревает, что Виньет является доносчицей, из-за которой сорвалась поставка контрабанды, и даёт ей время до полуночи, чтобы найти настоящего информатора или отправиться назад в Тир на Ног. Турмалин заставляет Фило признаться, что информатором является Хэмлин, который сообщает ему, что одна из участниц «Чёрного ворона» занималась выкапыванием трупов. Пайэти навещает Лонгербейна в темнице и отравляет его, после чего говорит мужу, где находится их сын. Иона возвращается домой к отцу и узнаёт стук каблуков матери, который он ранее слышал в плену. По приказу Далии Виньет пытается убить Хэмлина, но тот оказывает сопротивление. На помощь Виньет приходит Фило, который убивает Хэмлина. Фило решает отпустить прошлое и приглашает на свидание свою квартирную хозяйку Портию. |            |                                                             |                              |                                                                     |                 |
| 5 | 5          | «Хватит горевать» «Grieve No More»                          | Энди Годдард                 | Иэн Дейчман и Кристин Робинсон                                      | 30 августа 2019 |
| Поскольку Черногар не может быть убит, пока жив его хозяин, Фило ищет создателя монстра. Вопреки возражениям Эзры, Имоджен приглашает на чаепитие Агреуса и своих друзей, которые с явным презрением относятся к фавну. Разгневанный Агреус собирается уходить, но появляется Эзра и позволяет ему остаться, а взамен получает вознаграждение в виде чека. Фило возвращается в приют, вспоминает проведенное здесь детство и встречается с помощником директора Торном, который рассказывает, что Финч регулярно ездил в бордель к проституткам. Дочь Лонгербейна Софи занимает должность покойного отца и заявляет о намерении противостоять нелюдям. Полиция за отсутствие документов задерживает кобольдов, принадлежащих Раньону, и депортирует их из Бурге. Фило узнает от мадам Мойры, что Финч состоял в тайных отношениях с полицейским коронером Моранжем, который, в свою очередь, признаётся, что Финч был давним знакомым Эшлинг. Фило слушает записи песен Эшлинг и понимает, что она была его матерью. Той же ночью Черногар убивает Моранжа. Квилл, бывший лакей Ионы, знакомится с лидером тайного общества фавнов Кабалом. |            |                                                             |                              |                                                                     |                 |
| 6 | 6          | «Фея без сопровождения» «Unaccompanied Fae»                 | Энди Годдард                 | Стефани K. Смит                                                     | 30 августа 2019 |
| Офицеры начинают с подозрением относиться к Фило, который не продвигается в своём расследовании. Иона знакомится с Софи и узнаёт, что она ненавидит политику своего отца, но не может в этом признаться, чтобы не оттолкнуть его сторонников. Фило рассказывает Портии, что он полукровка, в ответ квартирная хозяйка разрывает отношения и выгоняет его из пансиона. Виньет обнаруживает, что её библиотека выставлена в музее Бурге; после того, как в ярости она нападает на посетителей, её арестовывают за нарушение границ. Во время шествия Квилл становится свидетелем избиения фавна случайным прохожим, и Кабал считает это лучшим доказательством того, что общество никогда не примет нелюдей. Имоджен и Агреус посещают благотворительный аукцион, на котором он поражает её своим остроумием и унижает надменную пару, оскорбившую Имоджен. Констебль Домби заставляет Портию раскрыть тайну Фило. Бервик пытается рассказать теорию Фило о Черногаре, но Домби и Магистрат убеждены, что Фило выдумал эту историю, чтобы сокрыть совершенные им убийства. Раньон сообщает Фило, что покойный мистер Спернроуз, покровитель Эшлинг, позволил ей во время беременности поселиться в его особняке. Полиция арестовывает Фило. |            |                                                             |                              |                                                                     |                 |
| 7 | 7          | «Грядущий мир» «The World to Come»                          | Джон Эмиел                   | Сюжет : Рене Эччевария Телесценарий : Питер Кэмерон                 | 30 августа 2019 |
| Домби сажает Фило в камеру, надеясь, что его убьют заключённые. Однако Виньет успевает предупредить его, и Фило отражает нападение. Ведьма сообщает Пайэти о том, что вскоре погибнет, а полиция по подозрению в недавних убийствах задержала не того человека. Портия, которую мучает чувство вины, рассказывает полиции о том, что солгала о Фило. Судья предлагает освободить Фило, если он поклянется, что он человек, а не полукровка, но Фило признаётся, что является сыном феи Эшлинг Керель. Домби готовится принять меры, чтобы Фило не дожил до суда. Раньон, принятый на работу в качестве наставника Ионы, критикует его за отсутствие цели в жизни. Иона соглашается принять предложение Софи и отстранить своего отца от власти. Эзра, разъяренный тем, что его отец приютил Эшлинг, говорит Имоджен, что Агреус отвергнет её. Во время встречи Имоджен и Агреус признаются в своих взаимных чувствах и занимаются сексом. Кабал вводит Куилла в свое общество, заставляя его убить человека. Фило и Виньет примиряются и понимают, что убийцей является отец Фило, который хочет избавиться от своего сына-полукровки и тех, кто знает его тайну. Бервик предупреждает Фило о планах Домби. Полицейские забирают Фило из камеры, но не убивают, а отвозят в поместье, где он встречает Абсалома, своего биологического отца. |            |                                                             |                              |                                                                     |                 |
| 8 | 8          | «Сумерки» «The Gloaming»                                    | Джон Эмиел                   | Трэвис Бичем                                                        | 30 августа 2019 |
| Абсалом собирается застрелить Фило, однако сыну удаётся убедить его, что он не убивал Эшлинг. После обмена историями о прошлом Абсалом обещает освободить Виньет, но Квилл, переодетый в полицейскую форму, тяжело ранит его. Паэти сообщает Ионе, что Софи — его единокровная сестра, и Иона понимает, что Абсалом никогда не считал его своим биологическим сыном. Увидев Агреуса и Имоджен, занимающихся сексом, Эзра пытается застрелить Агреуса, но фавн избивает его. Агреус и Имоджен отправляются на корабле на поиски нового дома. Паэти душит мужа подушкой и узнаёт о существовании Виньет. Черногар убивает гаруспику, но та успевает перед смертью предупредить Фило, что Виньет в опасности. Паэти посылает Черногара убить Фило, но Виньет удаётся освободиться и проткнуть голову Паэти ножницами, убив тем самым и её, и монстра. Иона становится канцлером Бурге и назначает Руньона главным советником. Он догадывается, что Софи от имени Эшлинг написала письмо Паэти, убедив её в том, что именно Фило суждено великое будущее, и тем самым запустила цепочку убийств. Тем не менее, Иона заключает союз с Софи и организует гетто для нелюдей, запретив им покидать Бурге или общаться с людьми. Помня о своём происхождении, Фило присоединяется к Виньет и другим феям в гетто. |            |                                                             |                              |                                                                     |                 |

### Сезон 2 (2023)
| № общий | № в сезоне | Название                                                 | Режиссёр        | Автор сценария                                                                 | Дата премьеры   |
| ------- | ---------- | -------------------------------------------------------- | --------------- | ------------------------------------------------------------------------------ | --------------- |
| 9       | 1          | «Бей или беги» «Fight or Flight»                         | Тор Фройденталь | Сюжет : Эрик Олесон, Трэвис Бичем и Марк Гуггенхайм Телесценарий : Эрик Олесон | 17 февраля 2023 |
| 10      | 2          | «Новый рассвет» «New Dawn»                               | Тор Фройденталь | Сара Бёрд                                                                      | 17 февраля 2023 |
| 11      | 3          | «Рука мученика» «The Martyr’s Hand»                      | Венди Станцлер  | Уэсли Стрик                                                                    | 24 февраля 2023 |
| 12      | 4          | «Недоброжелательность воронов» «An Unkindness of Ravens» | Венди Станцлер  | Дилан Галлахер и Матежа Божицевич                                              | 24 февраля 2023 |
| 13      | 5          | «Расплата» «Reckoning»                                   | Джулиан Холмс   | Таня Лотия                                                                     | 3 марта 2023    |
| 14      | 6          | «Первородные грехи» «Original Sins»                      | Джулиан Холмс   | Джим Данн                                                                      | 3 марта 2023    |
| 15      | 7          | «Сородич» «Kindred»                                      | Энди Годдард    | Сэм Эрнст                                                                      | 10 марта 2023   |
| 16      | 8          | «Дела, а не слова» «Facta Non Verba»                     | Энди Годдард    | Джим Данн, Сэм Эрнст и Эрик Олесон                                             | 10 марта 2023   |
| 17      | 9          | «Линии битвы» «Battle Lines»                             | Джулиан Холмс   | Аманда Крейдер и Таня Лотия                                                    | 17 марта 2023   |
| 18      | 10         | «Карнивал Роу» «Carnival Row»                            | Энди Годдард    | Сара Бёрд и Эрик Олесон                                                        | 17 марта 2023   |

## Производство

### Разработка
8 января 2015 года стало известно о том, что компания Amazon занимается разработкой сериала «Карнивал Роу», который базируется на сценарии художественного фильма «Убийство на Карнивал Роу», написанного Трвэвисом Бичемом. Одним из сценаристов сериала, а также исполнительным продюсером и режиссёром должен был стать Гильермо дель Торо. Amazon заказал сценарии трёх серий, которые должны были совместно написать дель Торо, Трэвис Бичам и Рене Эчеваррия. Ожидалось, что, если сериал будет запущен в производство, дель Торо станет режиссером первого эпизода. 6 июня 2016 года было объявлено, что Amazon заказал пилотную серию с участием ранее объявленной творческой группы.
10 мая 2017 года Amazon сделал заказ на 8 серий. Шоураннером сериала был назначен Эчеваррия, который наряду с Бичемом также выступает в качестве исполнительного продюсера. Сообщалось также, что кресло режиссера может занять Пол Макгиган. К этому моменту проект покинул дель Торо, так как график съемок художественных фильмов не позволял ему оставаться на посту исполнительного продюсера. 10 ноября 2017 года было объявлено, что режиссёром вместе Макгигана станет Джон Эмиэл.
3 июня 2019 года было объявлено, что премьера состоится 30 августа 2019 года. В конце июля 2019 года Amazon принял решение о продлении сериала на второй сезон.

### Подбор актёров
В августе 2017 года стало известно о том, что главные роли в сериале исполнят Орландо Блум и Кара Делевинь. 22 сентября 2017 года появилась информация о том, что к основному актёрскому составу присоединились Дэвид Гяси, Карла Кром, Индира Варма и Тамзин Мёрчант.
В октябре 2017 года второстепенные роли получили Саймон Макберни, Джаред Харрис и Элис Криге. В ноябре 2017 года к актёрскому составу присоединился Эрион Бакаре, а в декабре — Эндрю Гауэр и Джейми Харрис.

### Съёмки
Сериал был полностью снят в Чехии. Съёмочный период начался в октябре 2017 года и занял 108 дней. Вымышленный город викторианской эпохи был выстроен на территории киностудии Баррандов в Праге. В производстве были задействованы свыше 900 участников съемочной группы и актерского состава, а затраты на создание сериала составили не менее 1,5 млрд чешских крон (примерно 75 млн долларов). Натурные съемки велись в городе Либерец, замках во Фридланте и Крнско, а также в районе Праховских скал. Съёмки завершились 14 марта 2018 года.

## Оценки критиков
На сайте Rotten Tomatoes у сериала 56 % положительных рецензий на основе 65 обзоров со средней оценкой 5,58 из 10. Критический консенсус на сайте гласит: «Прекрасный, но перегруженный „Карнивал Роу“ может похвастаться тщательно продуманной мифологией и роскошно выстроенным миром. К сожалению, в его истории об имущих и неимущих происходит слишком многое, чтобы получился связный рассказ». На Metacritic сериал получил средневзвешенную оценку 58 из 100 на основе 19 рецензий, что указывает на «смешанные или средние отзывы».